# 1994 у телебаченні
Список 1994 у телебаченні описує події у сфері телебачення, що відбулися 1994 року.

## Події

### Січень
- 1 січня
  - Зміна логотипу і графічного оформлення російського телеканалу «РТР».
  - Припинення мовлення та закриття харківського регіонального телеканалу «ВЕК»[1].
  - Початок аналогового мовлення регіонального телеканалу «Simon» на 5 ТВК в Харкові[2].
- 2 січня — Початок мовлення нового запорізького регіонального телеканалу «ТВ-5».
- 11 січня — Початок мовлення нового красноармійського регіонального телеканалу «Орбіта»[3].
- 17 січня — Зміна логотипу і графічного оформлення російського телеканалу «НТВ»[4].

### Лютий
- 1 лютого — Початок мовлення нового івано-франківського регіонального телеканалу «3-Студія».

### Березень
- 6 березня — Початок мовлення нового черкаського регіонального телеканалу «Альт»[5].
- 8 березня — Початок мовлення нової регіональної ТРК «Керч»[6].
- 18 березня — Початок аналогового мовлення регіонального телеканалу «Тоніс-Київ» на 25 ТВК в Києві[7].
- 19 березня — Початок мовлення нового красноперекопського регіонального телеканалу «TVE»[8].
- 21 березня — Початок повноцінного мовлення телекомпанії «Гравіс» на 35 київському телеканалі[9][7].

### Квітень
- 1 квітня — Початок мовлення нової київської регіональної телекомпанії «Олімпія РТВ»[10].

### Червень
- Початок мовлення нового жовтоводського регіонального телеканалу «МСТ»[11].

### Липень
- 6 липня — Початок мовлення нового дніпропетровського регіонального телеканалу «STERH»[12].

### Серпень
- 28 серпня — Припинення мовлення та закриття київської регіональної телекомпанії «Олімпія РТВ»[13].

### Вересень
- 29 вересня — Зміна графічного оформлення телеканалу «ТЕТ-А-ТЕТ»[14].

### Жовтень
- Початок аналогового мовлення телеканалу «ICTV» на 38 ТВК у Дніпропетровську, на 4 ТВК в Запоріжжі, на 23 ТВК в Івано-Франківську, на 26 ТВК у Кіровограді, на 33 ТВК в Черкасах, на 37 ТВК в Бердянську, на 41 ТВК у Вознесенську, на 1 ТВК у Волочиську, на 4 ТВК у Городку, на 30 ТВК в Долині, на 42 ТВК в Казанці, на 25 ТВК в Калуші, на 40 ТВК в Кам'янці, на 42 ТВК в Мукачеві та на 41 ТВК в Новому Бузі[15][16][17][18][5][19][20][21][22][23][24][25][26][27][28].
- Початок аналогового мовлення телеканалу «ICTV» на 35 ТВК в Первомайську[29].
- Початок аналогового мовлення телеканалу «ICTV» на 34 ТВК в Стримбі[30].
- Початок аналогового мовлення телеканалу «ICTV» на 12 ТВК в Тульчині[31].
- Початок аналогового мовлення телеканалу «ICTV» на 34 ТВК в Чернігівці[32].

### Грудень
- Початок мовлення нового карлівського регіонального телеканалу «Контакт»[33].

## Без точних дат
- Друга половина січня — Початок тестового мовлення телекомпанії «Гравіс» на 35 київському телеканалі[9].
- Весна — Початок аналогового мовлення новоград-волинського регіонального телеканалу «Телескоп» на 26 ТВК у Житомирі[34].
- Переїзд каналу «ICTV» за новою адресою, Київ, вул. Нагірна, 24/1.
- Початок мовлення нового новоград-волинського регіонального телеканалу «Телескоп».
- Початок мовлення нового житомирської регіональної телекомпанії «Союз TV»[35].
- Ребрендинг кіровоградського регіонального «21 каналу» у «TTV»[18].
- Початок аналогового мовлення регіонального телеканалу «ВІТА» на 23 ТВК у Вінниці[36].
- Перехід аналогового мовлення регіонального телеканалу «TTV» з 21 на 24 ТВК в Кіровограді[18].
- Припинення мовлення та закриття миколаївського регіонального «38 каналу»[37].
- Початок мовлення нового артемівського регіонального телеканалу «АТВ»[38].
- Початок мовлення нового севастопольського регіонального «ТРК Жиса»[39].
- Початок мовлення нового джанкойського регіонального «11 каналу»[40].
- Припинення аналогового мовлення краматорського регіонального телеканалу «СКЕТ» на 25 ТВК в Артемівську[41].
- Ребрендинг регіонального телеканалу «Мелітополь» в «TVM»[42].